# Ludovico Buti
Pour les articles homonymes, voir Buti (homonymie).
Ludovico Buti, peintre italien du maniérisme tardif de l'école florentine, né entre le 1550 et le 1560 et mort à Florence le 9 août 1611, collabora à la décoration de grandes surfaces, avec des peintres connus, tels que Alessandro Allori, Bernardino Poccetti, Santi di Tito, en particulier des plafonds de la Galerie des Offices, le cloître de Santa Maria Novella. Dans sa maturité, son style fut influencé par le goût baroque.

## Biographie
Ludovico Buti se forma dans l'atelier de Santi di Tito et devint l'un des élèves d'Alessandro Allori - avec Giovanni Bizzelli, Giovanni Maria Butteri, Stefano Pieri (it) - chargés de la décoration des plafonds de la Galerie des Offices et des fresques du grand cloître de Santa Maria Novella, où il peint quatre lunettes : Guérison de Saint Reginalde, École de Saint Thomas d'Aquin, Apparition de la Vierge à Saint Dominique, et la Mort de Saint Dominique.
Il a eu des charges à Accademia del Disegno, du 1582 au 1610.
Pour la Série Aulique de portraits des Médicis (à la Galerie des Offices), il a peint un portrait du pape Léon X, d'après Raffaello Sanzio et le portrait du sénateur florentin Niccolò Gaddi.
En 1586, il a peint le retable Annonciation, avec sa prédelle, pour la Basilique Notre-Dame de l'humilité, à Pistoia : œuvre signée et datée. En 1587, il contribua aux décorations pour les obsèques de Ferdinand Ier de Médicis, avec la grande toile Construction de la villa de Pratolino et en 1589 on lui demanda son œuvre pour les décorations à l'occasion de l'entrée à Florence de Christine de Lorraine, qui avait épousé par procuration le grand-duc Ferdinand Ier de Médicis. Il contribua aux peintures des plafonds des Offices : la Salle de l'Armérie, où furent réalisées des grotesques, et la Salle des Cartes géographiques, décorée par des paysages.
Dans le couvent de San Domenico de Fiesole, il travailla dans la Chapelle des Béatitudes : on lui attribue un San Domenico a mezza figura dans le vestibule du noviciat et deux Anges porta candelabri, peints sur bois modelé. Dans les années 1592-9595, il a décoré la façade de l'église de Santa Maria Primerana, à Fiesole et en 1595, il a peint Apparition de la Vierge avec l'Enfant à San Giacinto (Bibbiena, église de Santa Maria del Sasso). Dans la décoration du cloître de Sant'Antonino, dans le couvent Couvent San Marco (début du XVIIe siècle) il peignit Sant'Antonino guérit un enfant des de Filicaia.
Ludovico Buti a peint aussi Ascensione (Église Ognissanti (Florence)), Assunta (aux Galeries des Offices, mais peinte pour le séminaire de Montughi), Moltiplicazione dei pani (passée à l'Église Santo Stefano dei Cavalieri, à Pise). Ces œuvres, se référant à la période de jeunesse de l'artiste, entre les années 1580 et 1590, suivent le style de composition de Santi di Tito : un naturalisme, chaud de couleurs.
D'autres œuvres ont été perdues, comme Martyre de Sainte Barbara, Apparition du patriarche grec au concile florentin et Couronnement de la Vierge.

## Images

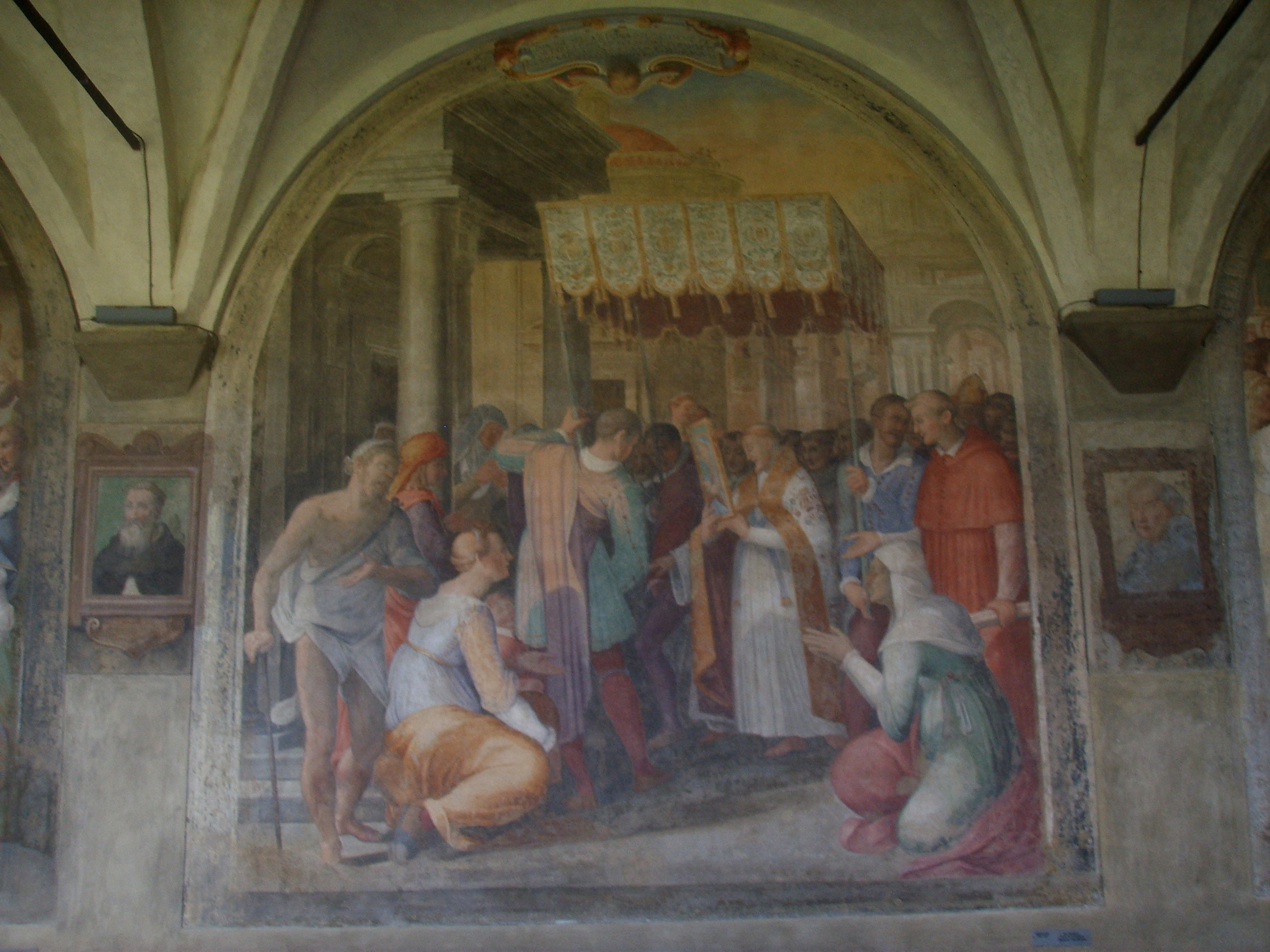
San Domenico porta in processione un'immagine della Madonna, 1582-1585, cloître de Sant'Antonino (Santa Maria Novella)
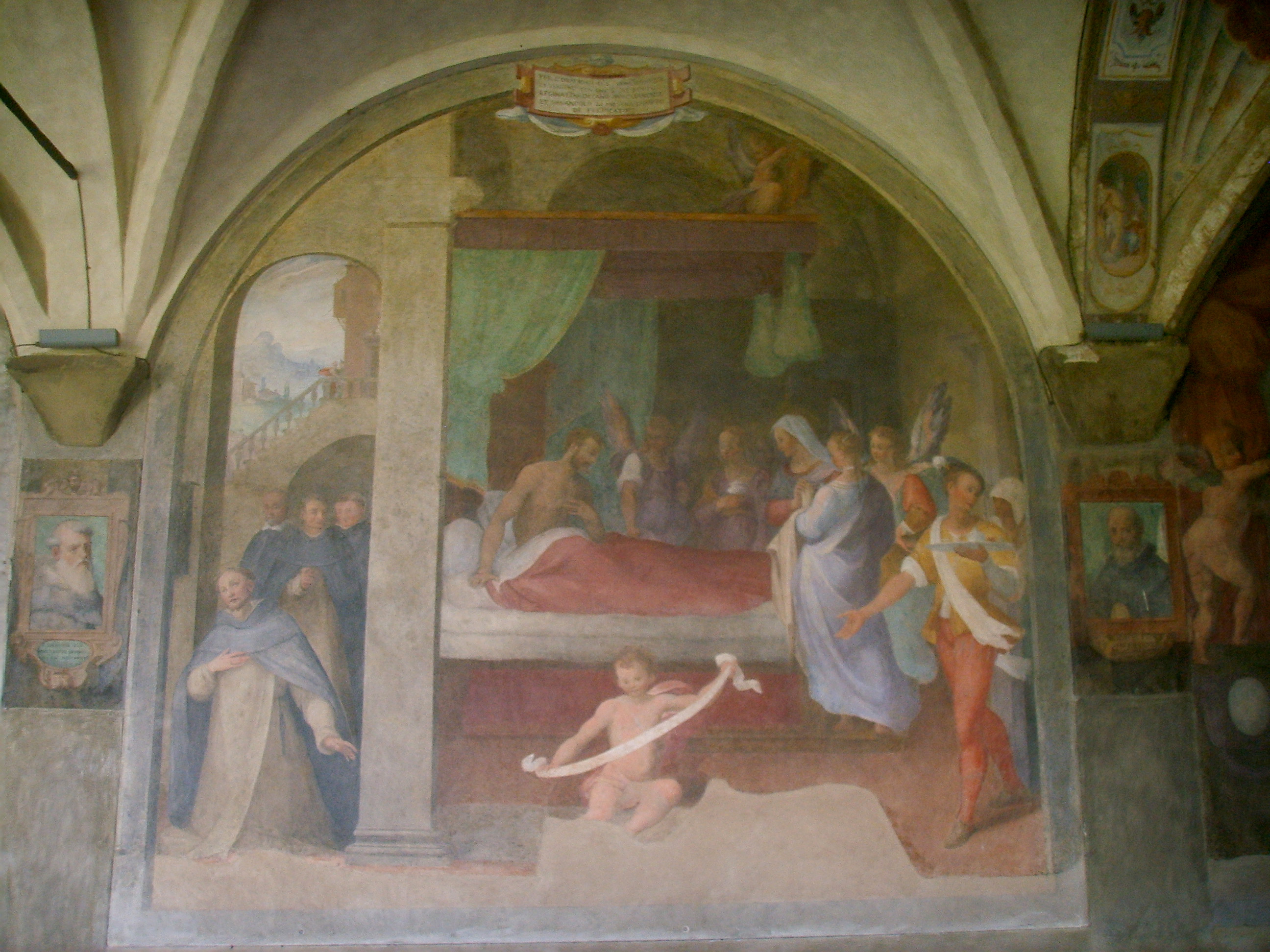
Il Beato Reginaldo prende gli abiti domenicani, cloître de Sant'Antonino (Santa Maria Novella)
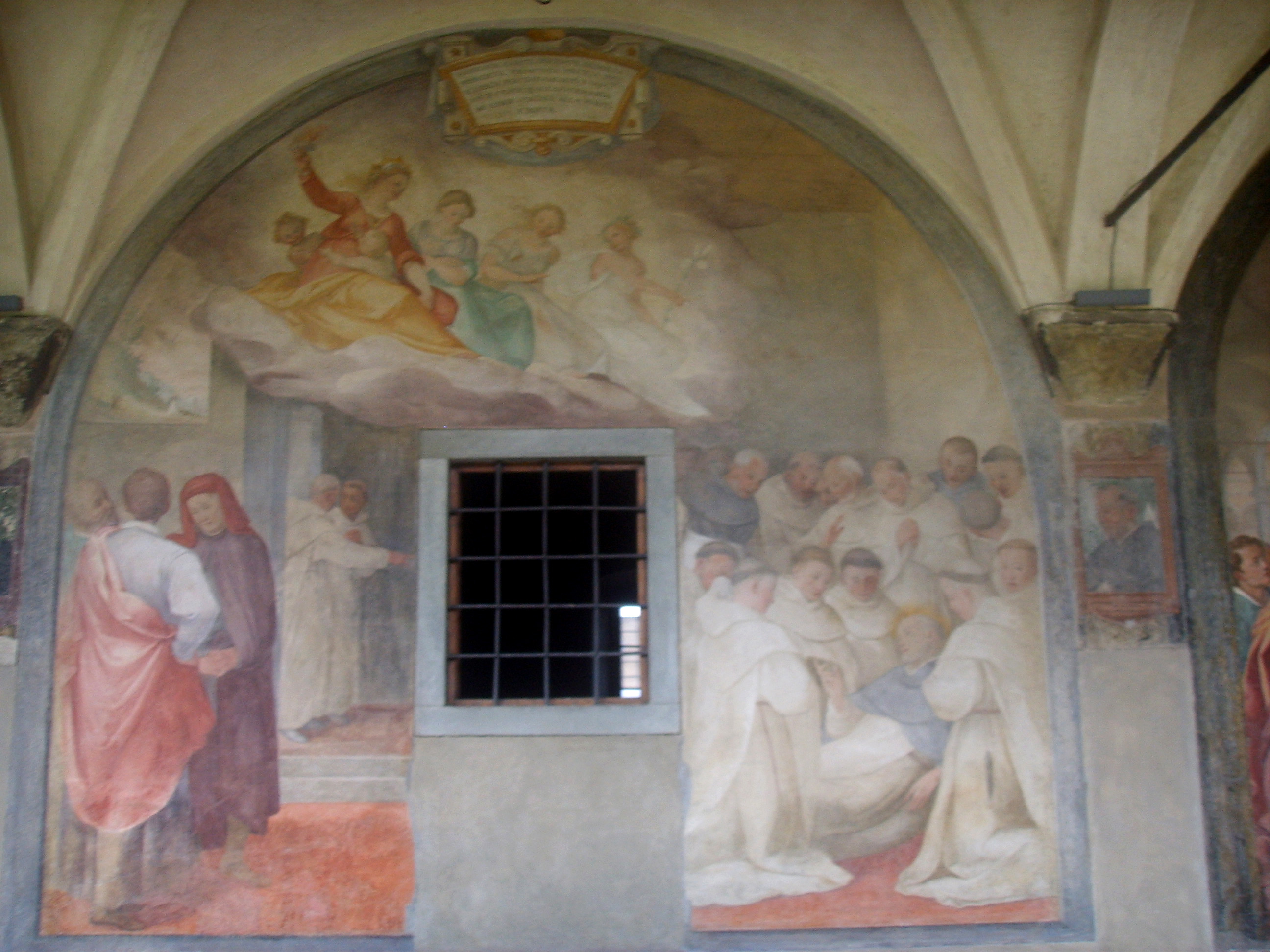
Morte di San Domenico, cloître de Sant'Antonino (Santa Maria Novella)
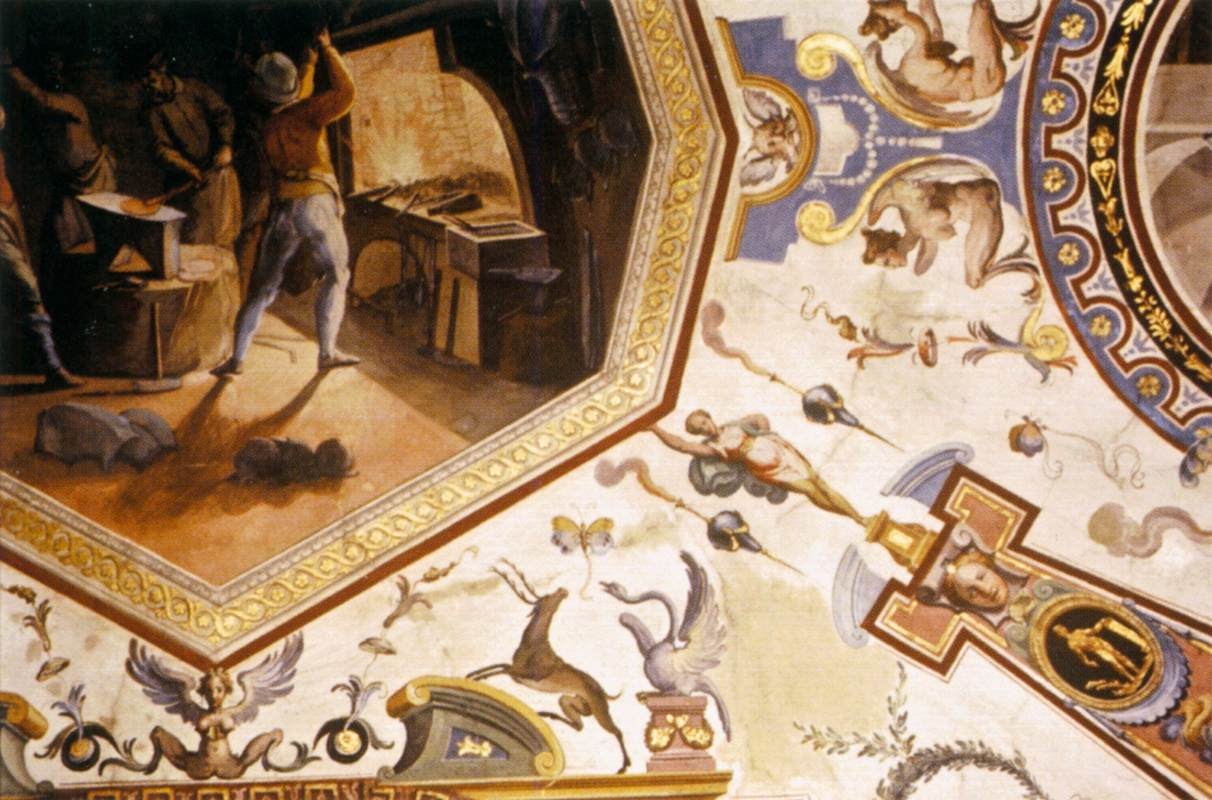
Grotesques (Offices)

## Œuvres
- Les armoiries au Studiolo de François Ier
- San Domenico porta in processione un'immagine della Madonna, Santa Maria Novella
- Beato Reginaldo prende gli abiti domenicani, Santa Maria Novella
- Morte di San Domenico, Santa Maria Novella
- Ascensione collection privée